# Швейцарський шоколад

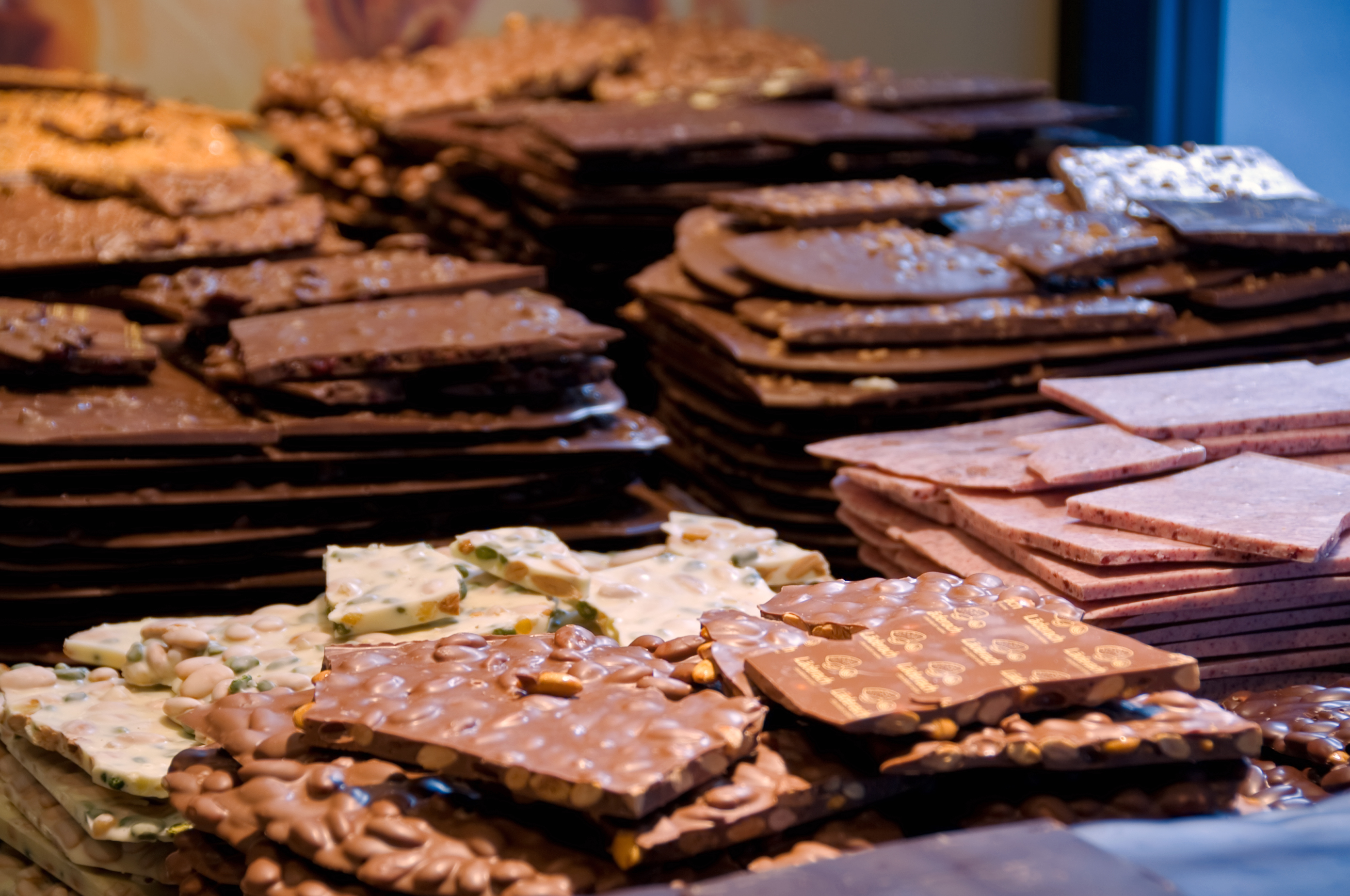

Швейцарський шоколад — це шоколад, вироблений у Швейцарії .
Швейцарський шоколад завоював міжнародну репутацію завдяки високій якості та багатьом відомим міжнародним шоколадним брендам.
Швейцарія особливо відома своїм молочним шоколадом, найпопулярнішим видом шоколаду. У 1875 році швейцарський кондитер Даніель Петер розробив перший твердий молочний шоколад на основі згущеного молока, винайденого Анрі Нестле, який був сусідом Петера у Веве.
Окрім молока, для виготовлення найпопулярніших шоколадних плиток використовують широкий спектр інших інгредієнтів, окрім какао. До них, зокрема, належать горіхи (переважно фундук і мигдаль) та сухофрукти (родзинки).